# Oak-Ridge-Observatorium
Koordinaten: 42° 30′ 18″ N, 71° 33′ 30″ W

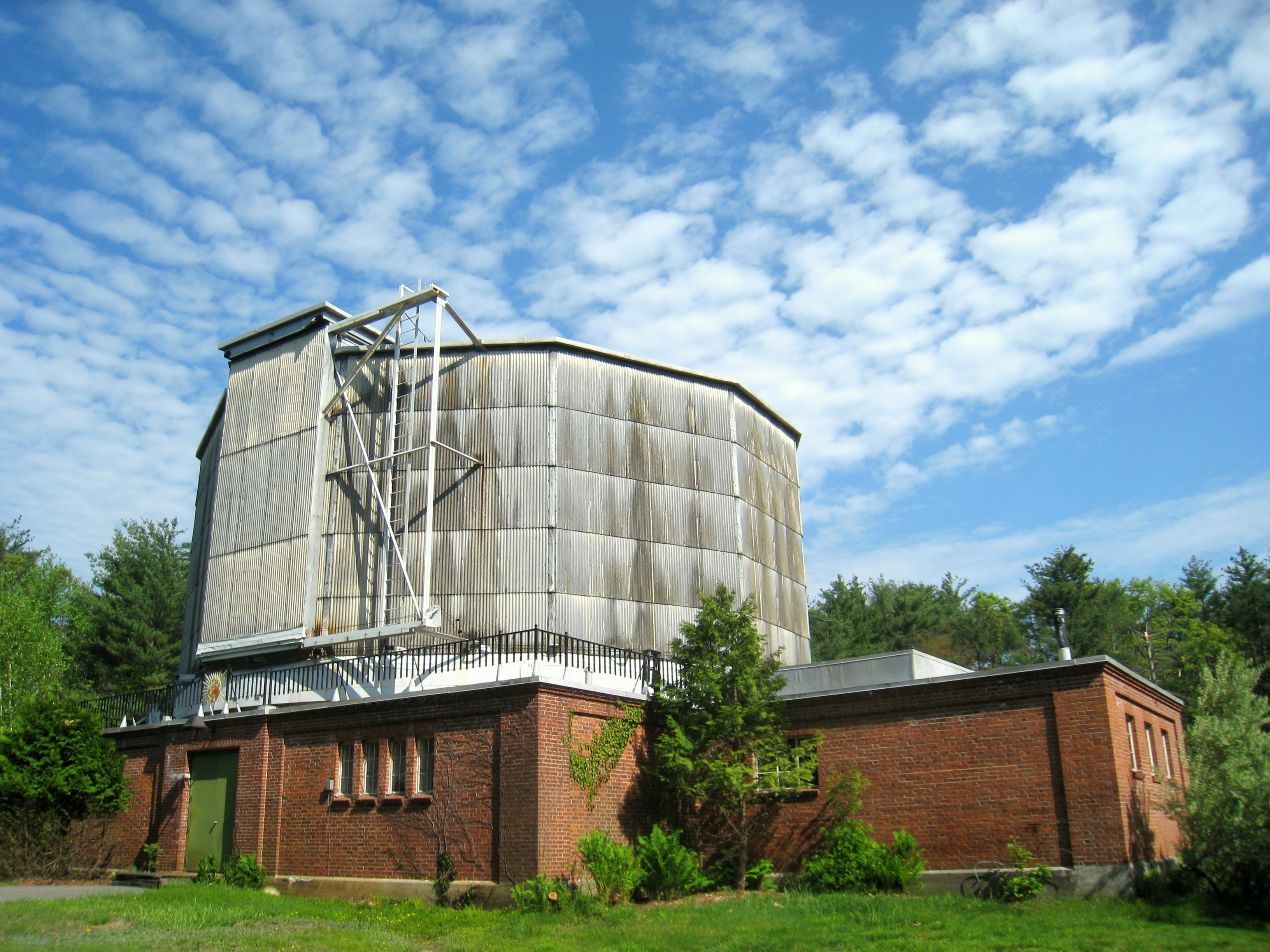
Teleskopkuppel des 61-Zoll-Teleskops des Oak-Ridge-Observatoriums

Das Oak-Ridge-Observatorium ist ein astronomisches Observatorium, das vom Harvard-Smithsonian Center for Astrophysics betrieben wird, einem Teil des Smithsonian Astrophysical Observatory (SAO). Es beheimatet die größten Spiegelteleskope östlich von Texas in den USA, ein 72-Zoll-  und ein 61-Zoll-Reflektor (1,8 und 1,5 m), des Weiteren ein 84 Fuß (25,6 m) durchmessendes Radioteleskop. Es liegt in Harvard, Massachusetts.
Das 72-Zoll-Teleskop mit der Bezeichnung „OSETI“ ging 2006 in Betrieb. Es kostete 400.000 US-Dollar, besitzt aber nur eine Winkelauflösung von 2 Bogenminuten. Das 61-Zoll-Instrument mit dem Beinamen „Wyeth“  stammt aus den 1930ern und wurde 2005 außer Betrieb genommen. An der Sternwarte wurden einige Asteroiden entdeckt. Sie erhielt vom Minor Planet Center den Sternwartencode 801.